# Rupert Brooke
Rupert Chawner Brooke (también Chaucer) (Rugby, 3 de agosto de 1887-Mar Egeo, 23 de abril de 1915) fue un poeta inglés conocido por sus sonetos idealistas sobre la guerra, escritos durante la Primera Guerra Mundial (especialmente El soldado); sin embargo, nunca experimentó con el combate de primera mano. También era famoso por su apariencia física que llevó al poeta irlandés William Butler Yeats a describirlo como «el joven más guapo en Inglaterra».

## Biografía
Brooke nació en el 5 Hillmorton Road en Rugby, Warwickshire, siendo el segundo de los tres hijos de William Parker Brooke y de Ruth Mary Brooke. Asistió a la escuela preparatoria Hillbrow antes de ingresar al Rugby School. Mientras viajaba por Europa, preparó su tesis titulada John Webster y el teatro isabelino, que le permitió obtener una beca del King's College en la Universidad de Cambridge, donde se hizo miembro de los Apóstoles de Cambridge.
Hizo amigos en el Círculo de Bloomsbury de escritores, algunos de los cuales admiraban su talento, mientras que otros estaban más impresionados por su apariencia física (Virginia Woolf alardeaba ante Vita Sackville-West de haber nadado desnuda con Brooke en una piscina mientras estuvieron juntos en Cambridge).
Brooke perteneció a otro grupo literario conocido como los Poetas georgianos y fue uno de los más importantes de los poetas Dymock, asociados con el pueblo Dymock de Gloucestershire, donde pasó algún tiempo antes de la guerra. También vivió en Old Vicarage, Grantchester. 
En 1913, Brooke sufrió una severa crisis emocional que tuvo como resultado la ruptura de una larga relación con Ka Cox (Katherine Laird Cox).
Como parte de su recuperación, Brooke viajó por los Estados Unidos y Canadá para escribir diarios de viaje para la Westminster Gazette. Realizó un viaje a lo largo del océano Pacífico y se quedó algunos meses en Asia. Mucho después se descubrió que podría haber tenido una hija con una mujer tahitiana (Taatamata) con quien habría mantenido una intensa relación sentimental. Brooke se enamoró muchas veces en su vida, de hombres y mujeres, aunque su bisexualidad fue negada por su primer albacea literario. Muchas más personas se enamoraron de él. Brooke estuvo involucrado románticamente con la actriz Cathleen Nesbitt y estuvo comprometido con Noel Olivier, a quien conoció cuando tenía 15 años en la escuela Bedales. También sostuvo una relación amorosa con James Strachey, el traductor de las obras completas de Sigmund Freud al inglés. Brooke fue objeto de inspiración para el poeta John Gillespie Magee, Jr., autor del poema High Flight. Magee idolatraba a Brooke y escribió un poema sobre él (Soneto a Rupert Brooke).

### Primera Guerra Mundial y muerte
Iniciada la Primera Guerra Mundial, Brooke entró en combate en 1914 cerca de Amberes, aunque sin correr verdadero peligro. Algunos poemas suyos fueron publicados en la antología New Numbers, aunque se empezó a prestar atención a su obra a raíz de un sermón pronunciado el Domingo de Resurrección de 1915 por el diácono de la catedral de Saint Paul, en el que se citó El soldado de Brooke; el diario The Times de Londres reimprimió el poema, suscitando la atención del gran público. Falleció a causa de una septicemia por picadura de un insecto a bordo de un buque francés, cruzando el Egeo camino de Gallipoli, el 23 de abril de 1915.